# Kelly Armstrong
Kelly Michael Armstrong (* 8. října 1976 Dickinson, Severní Dakota) je americký politik a člen Republikánské strany, od prosince 2024 guvernér Severní Dakoty. 
V letech 2012 až 2018 byl členem státního senátu Severní Dakoty. V letech 2015 až 2018 působil jako předseda Republikánské strany v Severní Dakotě. V letech 2019 až 2024 byl členem Sněmovny reprezentantů Spojených států amerických za jediný severodakotský okrsek. V lednu 2024 oznámil, že svůj mandát ve sněmovně reprezentantů obhajovat nebude a místo toho bude kandidovat na funkci severodakotského guvernéra. Poté, co ve volbách porazil Merrilla Piepkorna, se v prosinci 2024 ujal funkce guvernéra.
Je konzervativcem, podporuje například úplný zákaz potratů bez jakýchkoliv výjimek. Vedle toho nepodporuje regulace střelných zbraní. V roce 2022 byl ale součástí menšiny Republikánů, která hlasovala pro uzákonění stejnopohlavního manželství na federální úrovni. Je zastáncem Donalda Trumpa a v lednu 2025 odmítl respektovat exekutivní nařízení Joa Bidena, aby na památku Jimmyho Cartera nechali guvernéři vlát vlajky USA na půl žerdi. 
Od roku 2004 je ženatý a má dvě děti. Je milovníkem baseballu.